# Eduardo Brito
Eleuterio Brito Aragonés, más conocido como Eduardo Brito (22 de enero de 1906 - 5 de enero de 1946) fue un cantante barítono de ópera y zarzuela dominicano. Está considerado como el cantante nacional de la República Dominicana.

## Biografía
Nació el 22 de enero de 1906 en la sección El higo de Luperón, Puerto Plata. Era hijo de Gloria Aragonés y Julián Brito. El 3 de noviembre de 1929, a los 23 años, se casó con la vedette Rosa Elena Bobadilla. De ese matrimonio nacieron 2 hijos.
En la década de los años 30, Eduardo Brito se presentó en todos los países del Gran Caribe Hispano y realizó en Nueva York históricas grabaciones como "La mulatona" y "Lucía", esta última con letra de Joaquín Balaguer. Por esos años, el compositor cubano Eliseo Grenet, director de una compañía de zarzuelas quedó impresionado por el joven cantante y le contrató para que integrara parte del elenco durante una gira por Europa. También registró con su voz en el acetato la zarzuela "Los Gavilanes" compuesta por Jacinto Guerrero. 
En 1944, estando en Nueva York, comenzó a perder facultades vocales y, al encontrarse en una mala situación económica, su hermana gestionó su regreso a República Dominicana . En mayo de 1944, Brito regresa a Santo Domingo donde muere en 1946. 
En un lugar remoto, al nordeste de la isla de Santo Domingo, cuando el siglo XX cumplió su primer lustro, nació Eleuterio Brito en cuna humildísima. Uno de cuatro hijos que a tropezones crecieron bajo el peso de las limitaciones económicas, alejados de los medios de trasmisión de la cultura artística y literaria. No es hasta después de cumplidos los 10 años de edad que Eleuterio, como consecuencia de la separación de sus padres, va a vivir a Puerto Plata. Allí, unos años después, cuando ya ha descubierto el don de su voz prodigiosa, escapa del lado de su madre y comienza a darse a conocer en Santiago de los Caballeros como el limpiabotas que canta. Finalmente su voz le lleva al encuentro de músicos con reconocido prestigio en la región y canta en el Café Yaque, donde obtiene gran éxito.
Cuando apenas había cumplido 17 años de edad, la capital de la República lo acogió y, después de debutar en el Coney Island, fue contratado para presentarse en el Hotel Fausto, la plaza más codiciada entonces por los artistas del género; en el Trocadero y en el Café Arriete. Su andar por el país ya no se detuvo y, entre serenatas, fiestas y los más diversos empleos, transcurrió su vida hasta que en 1924, con la canción Amar, eso es todo, ganó el primer premio de un concurso que, en Santiago de los Caballeros, patrocinó el jabón Candado. Ese producto, que por la fecha se importaba desde Cuba, realizaba frecuentemente tales eventos, de manera promocional. Salvador Sturla, prestigiosa y autorizada figura, reconoció públicamente el talento de quien muy pronto dejaría de se Eleuterio para inmortalizarse con el nombre de Eduardo Brito. Para la educación musical del cantante, resultó de gran importancia la amistad que surgió entre éste y el maestro Julio Alberto Hernández quien tutelaba el Cuadro Artístico, un grupo en el que se nuclearon importantes voces que con frecuencia se presentaban en Santiago, San Pedro de Macorís y Santo Domingo.
La gran crisis norteamericana de 1929 no fue causa suficiente para impedir que Eduardo Brito, Rosa Elena Bobadilla (con quien había contraído matrimonio un mes antes) y otros artistas, partieran en diciembre de ese año rumbo a New York, donde se grabaría un gran número de piezas de autores dominicanos. Brito y su esposa, cumplidos los compromisos que les habían llevado a los Estados Unidos, decidieron no regresar y cumplir con los nuevos contratos que les proponían. El gran salto, el verdadero zenit de la carrera del barítono, llegó en los años posteriores. En 1932 las cualidades del cantante impresionaron gratamente al compositor cubano Eliseo Grenet, quien al frente de su compañía de zarzuelas, estaba de paso por New York con rumbo a Europa; Grenet solicitó entonces a Brito sus servicios y fue así que el público español le conoció, le aplaudió hasta el delirio y lo adoró. Fueron estos los años de máximo esplendor en la carrera del gran barítono, querido por el público que mejor sabía apreciar el dominio vocal de Eduardo. Durante esos cuatro años fue tanta la bonanza para el divo, que estuvo en condiciones de crear su propia compañía. Y aquel avance sólo pudo ser detenido por la apocalíptica conflagración mundial que tuvo como preludio a la guerra civil española. Después de un cuatrienio de divina claridad, la luz comenzaba a declinar para Eduardo Brito y los años posteriores fueron difíciles. De España debió salir y, antes de regresar a su patria, en 1937, recorrió algunos países de Europa y actuó en París, Praga, Roma, y otras muchas ciudades. Pero el frenesí que causó su voz allende los mares parece que no se escuchó en la tierra que le vio nacer y, cuando se le debió recibir como al astro que en ese momento era, Brito se encontró con la parquedad hermética de sus paisanos. Hasta 1944 estuvo girando con frecuencia a Puerto Rico, Cuba, Colombia, Venezuela y Panamá. Su voz se fue perdiendo y su mente descontrolando. Para esa fecha no había cumplido aún los cuarenta años de edad. La vida había transcurrido muy velozmente para él; sus dones naturaleza le habían hecho trasponer estratos sociales y elevarse muy por encima de la educación que recibió; su capacidad autodidacta lo hizo saltar por sobre su modesta formación académica y su brillante imaginación le proveyó de gran fortuna en las tablas.

## Muerte
Sufría una sífilis cerebral y este padecimiento le producía delirios y otros trastornos nerviosos. Por esta causa recibió, entre 1942 y 43, numerosas inyecciones de bismuto. Es una etapa muy penosa de su existencia que solo terminaría con su muerte, que se produjo el 5 de enero de 1946 en el manicomio de Nigua, provincia San Cristóbal.
El doctor Apolinar De los Santos (Polín), uno de los psiquiatras que le conocieron en el Manicomio de Nigua, narró cómo se reunían los pacientes para escuchar a Eduardo cuando en sus delirios comenzaba a cantar durante horas. También señala el hecho de sus interpretaciones del Ave María de Franz Schubert, mientras se bañaba en las aguas del mar Caribe en la zona de Nigua donde se encontraba el psiquiátrico.[cita requerida]

## Reconocimientos
- Como tributo póstumo a su carrera, mediante Ley número 181-97, la sala principal del Teatro Nacional de Santo Domingo fue designada con su nombre[2]
- Mediante Ley n.º 177-06 se designa con el nombre de Eduardo Brito el Teatro Nacional de Santo Domingo.[3]
- En 2012, se le coloca su nombre a una estación de la Línea 2 del Metro de Santo Domingo.
- Por medio de la ordenanza número 15-2014 del ayuntamiento de La Romana,  se  coloca su nombre a la antigua Calle Quinta del sector denominado Villa Pereyra, de La Romana.